# Méliphage sosie
Microptilotis analoga
Espèce
Statut de conservation UICN

 LC  : Préoccupation mineure
Le Méliphage sosie (Microptilotis analoga) est une espèce de passereau de la famille des Meliphagidae.

## Répartition
On le trouve en Nouvelle-Guinée.

## Habitat
Il habite les forêts humides tropicales et subtropicales ainsi que les mangroves.